# Strada nazionale 117
La strada nazionale 117 era una strada nazionale del Regno d'Italia, che collegava Terralba a Monastir.
Venne istituita nel 1923 con il percorso "Dalla nazionale n. 112 tra Oristano e Terralba per Sanluri alla n. 114 presso Monastir".
Nel 1928, in seguito all'istituzione dell'Azienda Autonoma Statale della Strada (AASS) e alla contemporanea ridefinizione della rete stradale nazionale, il suo tracciato costituì quasi per intero la strada statale 131 Arborense, eccettuato il tratto iniziale da Cagliari a Monastir.